# Captain Forever
Captain Forever est un jeu vidéo de type shoot 'em up développé par Jarrad Woods, sorti en 2009 sur Windows. Il est cité dans Les 1001 jeux vidéo auxquels il faut avoir joué dans sa vie.
Il a été remaké en 2015 sous le titre Captain Forever Remix.